# عبدالله بن سلمان بن خالد آل خليفة
الشيخ عبدالله بن سلمان بن خالد آل خليفة (مواليد 1945) عسكري بحريني سابق ، رئيس المكتب العسكري للقائد الأعلى للقوات المسلحة خلال الفترة 11 ديسمبر 2007 حتى 10 مايو 2024 ، وتوفي في 10 مايو 2024.

## عن حياته
ولد الشيخ عبدالله بن سلمان سنة 1945 وتلقى تعليمه في أكاديمية ساندهيرست العسكرية الملكية بالمملكة المتحدة
في 31 مارس 1988 صدر أمر أميري بتعينه رئيساً لهيئة الأركان بقوة دفاع البحرين وشغل المنصب حتى 1 أكتوبر 2001.
وفي 29 يناير 2001 صدر أمر أميري بترقيته من رتبة لواء ركن إلى رتبة فريق ركن إعتباراً من 5 فبراير 2001.
وفي 1 أكتوبر 2001 صدر مرسوماً بتعينه وزيراً للكهرباء والماء  وتم تجديد تعينه في مرسوم تشكيل الحكومة بتاريخ 11 نوفمبر 2002  وتم تجديد تعينه في مرسوم تشكيل الحكومة بتاريخ 11 ديسمبر 2006  وشغل المنصب حتى 11 ديسمبر 2007.
وفي 11 ديسمبر 2007 صدر أمر ملكي بتعينه رئيس المكتب العسكري للقائد الأعلى للقوات المسلحة بدرجة وزير وتعينه عضو بمجلس الدفاع الأعلى  وشغل المنصب حتى وفاته في 10 مايو 2024.

## أوسمة حصل عليها
- في 1 فبراير 1983 صدر أمر أميري لمنحه وسام البحرين من الدرجة الثانية ووسام الخدمة العسكرية من الدرجة الأولى [7]
- في 30 سبتمبر 2001 صدر أمر أميري بمنحه وسام أحمد الفاتح [8]

## حياته العائلية
متزوج وله من الأبناء
- الشيخ سلمان
- الشيخ محمد
- الشيخ خالد
- الشيخ حمد

## وفاته
توفي الشيخ عبدالله بن سلمان في مساء يوم الجمعة 10 مايو 2024.
وأقيمت صلاة الجنازة على جثمانه في جامع الشيخ عيسى بن سلمان آل خليفة بالرفاع حيث أدى الصلاة الملك حمد بن عيسى آل خليفة ملك مملكة البحرين والأمير سلمان بن حمد آل خليفة ولي العهد رئيس مجلس الوزراء وكبار أفراد العائلة الحاكمة وأشقاء وأبناء الفقيد الراحل.
وأقيمت مراسم تشييع جثمانه في مقبرة الحنينية بالرفاع.